# ケララ州
ケララ州（ケーララ州）（ケララしゅう、マラヤーラム語: കേരള、英語: Kerala）は、インドの州の一つであり、南インドを構成する州の一つに数えられる。東にタミル・ナードゥ州と接し、北にカルナータカ州と接する。州都はティルヴァナンタプラム、最大都市はコーチ。マラバール海岸によりインド洋に臨んでおり、西にはラクシャドウィープ連邦直轄領が、南にはモルディブの島々が、海の中に浮かんでいる。旧フランス領でポンディシェリ連邦直轄領の一部となっているマーヒが、ケララ州の一部を切り取るように存在している。

## 歴史

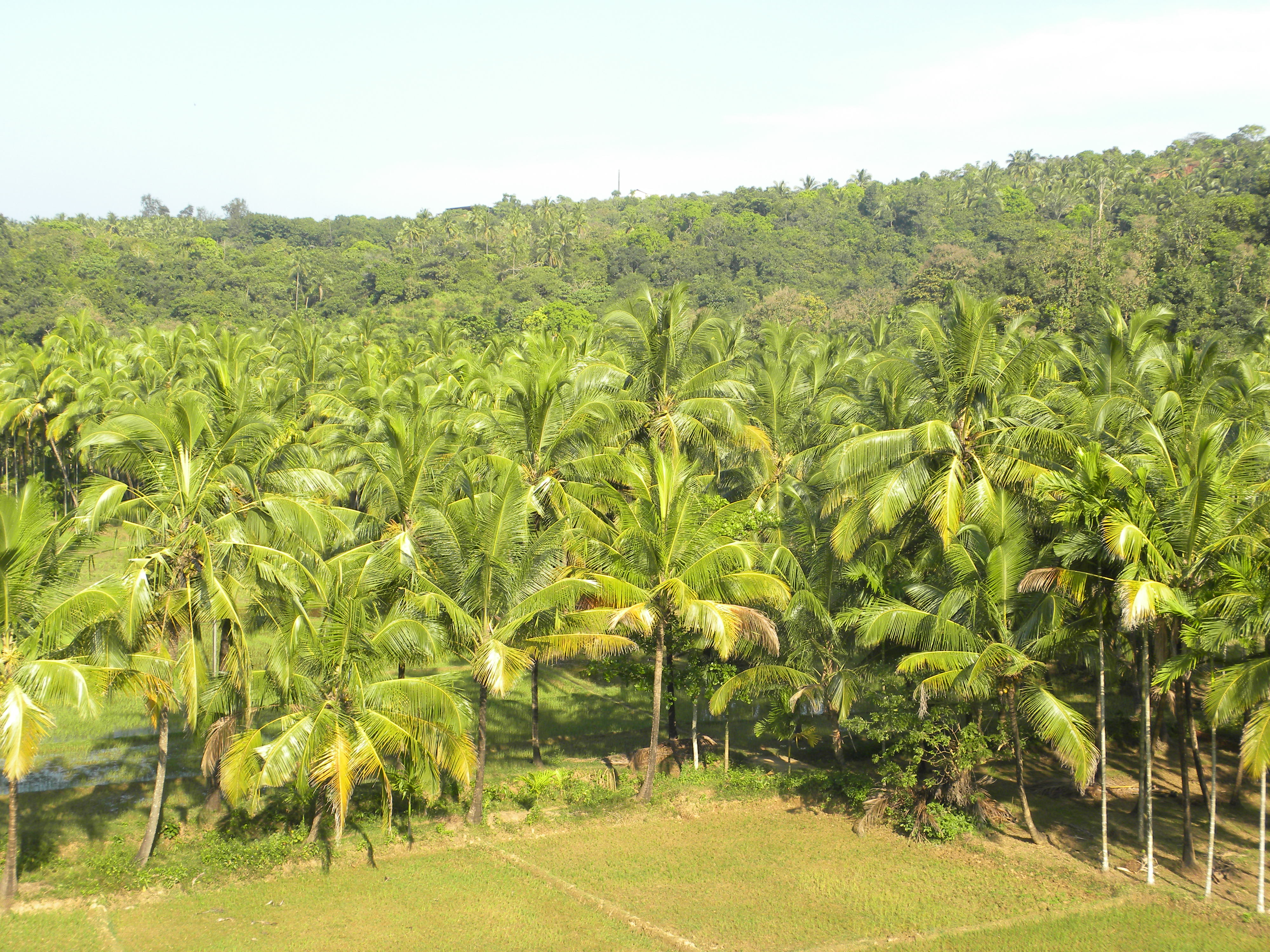
ココナッツヤシ畑

メソポタミアがシュメールだった時代から香辛料貿易の中心地として記録されている。エジプト、フェニキア、中国、バビロニアなどの地方からの人々でにぎわいを見せた。
8世紀の代表的な思想家として不二一元論を唱えたシャンカラが出た。ケララはアーユルヴェーダの発祥の地としても知られる。
1102年にチョーラ朝が北部に侵攻してチェーラ・ペルマル朝が滅ぼされ、コーチン王国が興った。
大航海時代の1498年にポルトガル人が訪れ上陸し、拠点を築いた。その後続いてオランダ、イギリス、フランスからも相次いで上陸し、象牙、チーク材、香辛料などを求めるヨーロッパ人との交易が開始され、今日は多文化共生となっている。ケララ州の沿岸はマラバール海岸と呼ばれコショウの原産地である。14世紀から17世紀まで多くの数学者や天文学者を生んだ（ケーララ学派、マーダヴァ）。マルコ・ポーロが上陸したのは、コバラム近くのマラバール海岸である。明朝の鄭和もカリカット（コーリコード）に来航し、15世紀にはヴァスコ・ダ・ガマが上陸し、この地で亡くなった。古代イスラエルのソロモン王も船を寄せたとの伝説もある。1661年、オランダ領マラバール（1661年 – 1795年）が出来る。現在も海運業・造船業が盛んであり、インド初の国産空母ヴィクラントの建造もコーチの造船所が請け負っている。
18世紀初頭、南部にトラヴァンコール王国（1729年 - 1947年）が建国された。
1967年から1970年にかけてKunnikkal Narayananが毛沢東主義のナクサライト（Naxalite）をケララ州で率いていた。
1960年代、マロティチャルはアルコールや賭博の代わりとなる住民の娯楽にチェスを導入して「チェスの村」として知られるようになった。
1991年の湾岸戦争時にサッダーム・フセイン大統領を支持する人々が「サダム・ビーチ」という名前に変えた海岸の村がある。
2016年4月10日、ヒンドゥー教寺院で行われた無許可の花火大会で、花火が保管場所に落下して爆発。数千人がパニック状態に陥ったことで100人超が死亡、200人超が重軽傷を負う群衆事故が発生した。
2018年のモンスーン時には、例年にない集中豪雨に見舞われ洪水のほか土砂災害が多数発生。州内で324人以上の死者を出したほか、31万人以上が避難を余儀なくされた。

## 地理

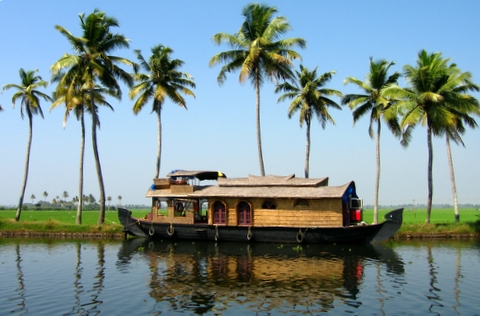
ケララ州のハウスボート

インド半島南西部のアラビア海に面した南北に長く延びた州。多くの川がそれぞれに支流を伸ばし、複雑な海岸線を形成している。南北590 kmの海岸線を有し、東西の幅は11 km〜121 km。自然地理は東部の平均高度1500 mに達する西ガーツ山脈と西部の海岸平野、中間部の紅茶産地であるニルギリなどの丘陵地帯に区分される。
気候は熱帯海岸性で多雨で知られる。夏の南西モンスーン、冬の北東モンスーンによるもので、年間降水量2900 mmに達する。気温は年間を通じ最高28〜35 ℃、最低22〜25 ℃である。

## 政治
1957年にインド共産党のE・M・S・ナンブーディリパドが初代州首相に選出されて共産党政権（インド初の非インド国民会議州政権）が普通選挙を通じて民主的に発足するという世界的にも珍しい現象が起きて以来、インド共産党（後にインド共産党マルクス主義派）と国民会議派の二大政党で政権交代してきた。

### 州議会

州議会の政党別議席数

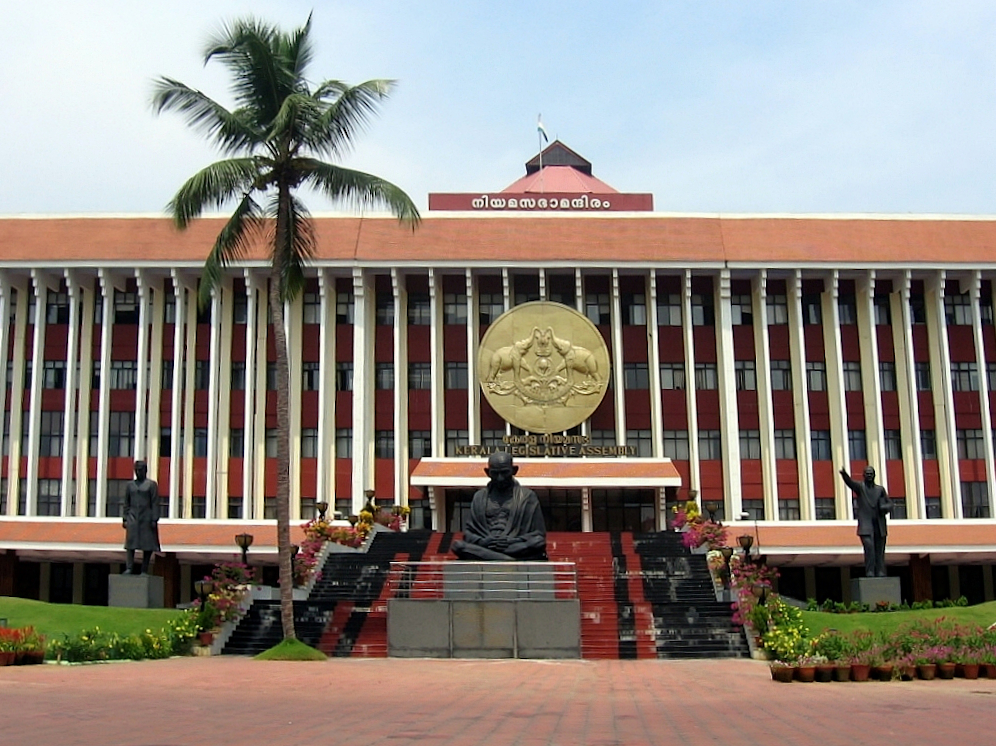
ケララ州議会議事堂

州議会の議員数は140議席で、2016年5月16日に行われた州議会選挙での政党別議席配分は以下の通りである。
- 左翼民主戦線(LDF) - 91議席
  - インド共産党マルクス主義派 - 58議席
  - インド共産党 - 19議席
  - ジャナタ・ダル (世俗派) - 3議席
  - 国民会議党 - 2議席
  - その他の諸派 - 4議席
  - 無所属 - 5議席
- 統一民主戦線(UDF) - 47議席
  - インド国民会議 - 22議席
  - インド連合ムスリム連盟 - 18議席
  - ケララ会議派（マニ派）（英語版） - 6議席
  - その他の諸派 - 1議席
- 国民民主同盟(NDA) - 2議席
  - インド人民党 - 1議席
  - 無所属 - 1議席

### 州首相
| 氏名                           | 在任期間                       | 党派 | 党派                       |
| ------------------------------ | ------------------------------ | ---- | -------------------------- |
| E・M・S・ナンブーディリパド    | 1957年4月5日 - 1959年7月31日   |      | インド共産党               |
| パトム・A・タヌー・ピレイ      | 1960年2月22日 - 1962年9月26日  |      | プラジャ社会党             |
| R・シャンカール                | 1962年9月26日 - 1964年9月10日  |      | インド国民会議             |
| E・M・S・ナンブーディリパド    | 1967年3月6日 - 1969年11月1日   |      | インド共産党マルクス主義派 |
| C・アチュタ・メノン            | 1969年11月1日 - 1970年8月1日   |      | インド共産党               |
| C・アチュタ・メノン            | 1970年10月4日 - 1977年3月25日  |      | インド共産党               |
| K・カルナカラン                | 1977年3月25日 - 1977年4月25日  |      | インド国民会議             |
| A・K・アントニー               | 1977年4月27日 - 1978年10月27日 |      | インド国民会議             |
| P・K・ヴァスデヴァン・ナーヤル | 1978年10月29日 - 1979年10月7日 |      | インド共産党               |
| C・H・ムハンマド・コヤ         | 1979年10月12日 - 1979年12月1日 |      | インド連合ムスリム連盟     |
| E・K・ナヤナー                 | 1980年1月25日 - 1981年10月20日 |      | インド共産党マルクス主義派 |
| K・カルナカラン                | 1981年12月28日 - 1982年3月17日 |      | インド国民会議             |
| K・カルナカラン                | 1982年5月24日 - 1987年3月25日  |      | インド国民会議             |
| E・K・ナヤナー                 | 1987年3月26日 - 1991年6月17日  |      | インド共産党マルクス主義派 |
| K・カルナカラン                | 1991年6月24日 - 1995年3月16日  |      | インド国民会議             |
| A・K・アントニー               | 1995年3月22日 - 1996年5月9日   |      | インド国民会議             |
| E・K・ナヤナー                 | 1996年5月20日 - 2001年5月13日  |      | インド共産党マルクス主義派 |
| A・K・アントニー               | 2001年5月17日 - 2004年8月29日  |      | インド国民会議             |
| オーメン・チャンディー         | 2004年8月31日 - 2006年5月12日  |      | インド国民会議             |
| V・S・アチュターナンダン       | 2006年5月18日 - 2011年5月14日  |      | インド共産党マルクス主義派 |
| オーメン・チャンディー         | 2011年5月18日 - 2016年5月20日  |      | インド国民会議             |
| ピナライ・ヴィジャヤン         | 2016年5月25日 - （現職）       |      | インド共産党マルクス主義派 |

## 経済
インド初で最大のIT特区でもあるティルヴァナンタプラムテクノパークがつくられており、Linuxや自由ソフトウェアを積極的に推進し、リチャード・ストールマンからアジアで最初に提携する州に選ばれた。ティルヴァナンタプラムはインドの宇宙開発の発祥地でもある。また、電子政府化も進んでおり、「インドで初めて完全にデジタル化された州」と呼ばれている。
同州は人間開発指数で最高値を記録しており、識字率はほぼ100%に達し、インド初の家族計画政策で人口増加率は最も低く、治安面では殺人率は最も低く、平均寿命と医療へのアクセスがインドで最も高いことからインドでのユニバーサルヘルスケアの先駆けであり、インドで最も公衆衛生が進んでるとされ、世界保健機関とユニセフからは表彰もされている。ケララ・モデルは、その特徴から多くの研究対象となってきた。
出稼ぎが湾岸アラブ諸国で多く、ドバイに住むインド系の過半数がケララ出身であるとされる。ドバイ政府とはIT都市スマートシティ・コーチの建設で協力している。

## 交通

### 地下鉄

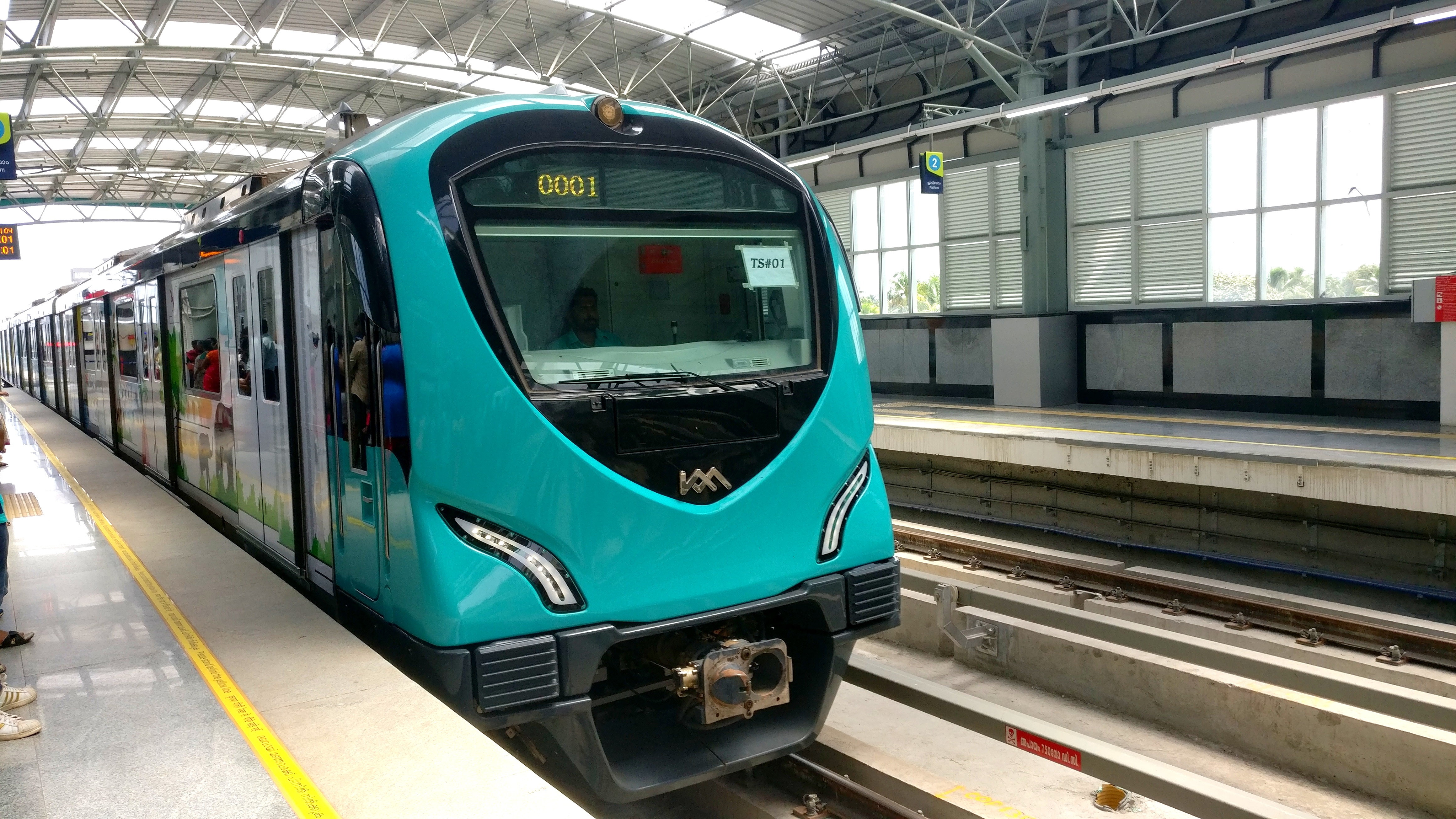
コーチ地下鉄

最大都市のコーチで2013年から地下鉄の建設工事がはじめられ、2017年より営業運転を開始している。このコーチ地下鉄には、インド国内ではじめて無線式列車制御システム（CBTC）が導入された。

### 空港

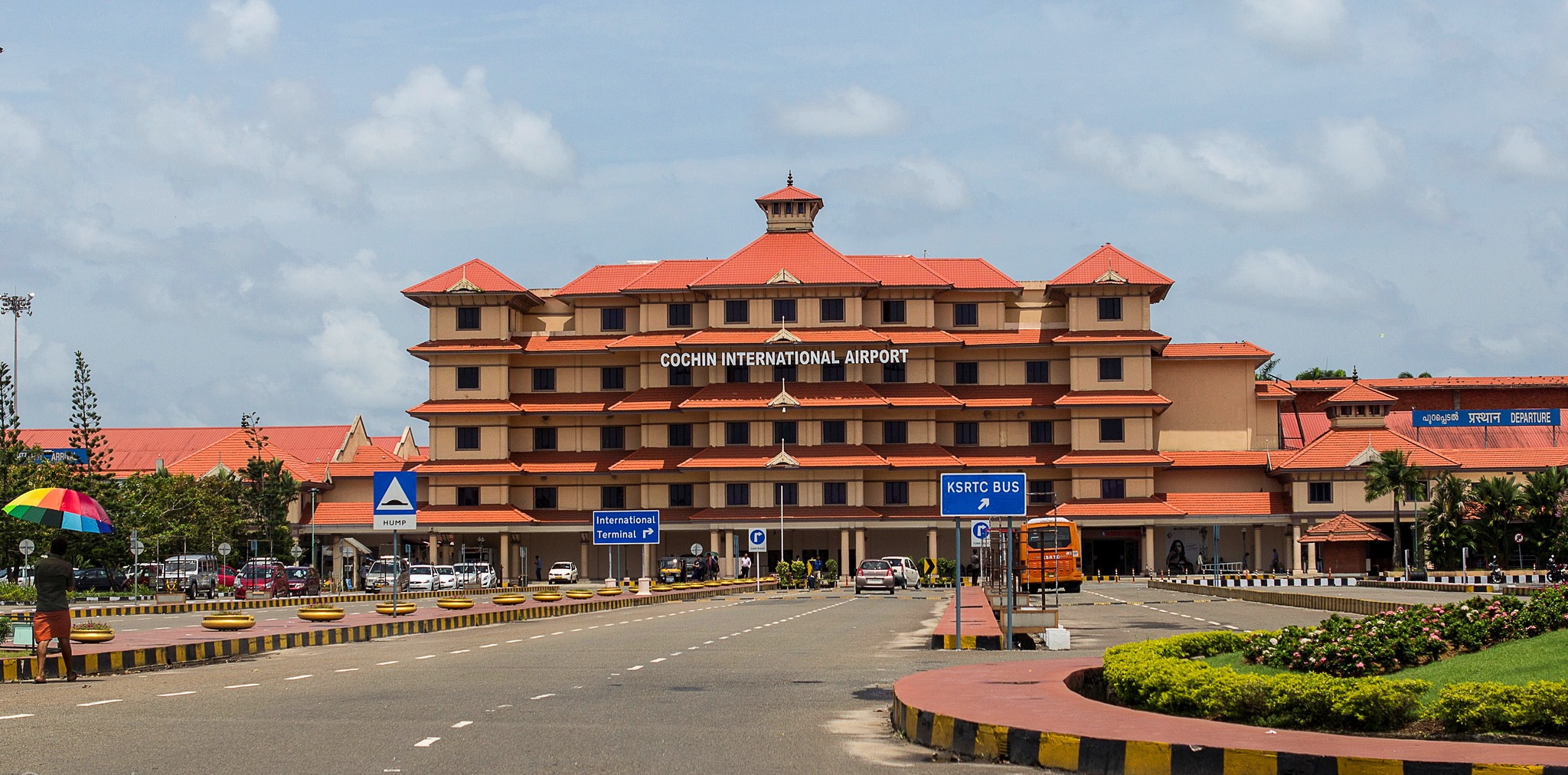
コーチン国際空港

- トリヴァンドラム国際空港
- コーチン国際空港
- カリカット国際空港
- カンヌール国際空港

## 隣接州
- カルナータカ州
- タミル・ナードゥ州
- ポンディシェリ連邦直轄領マーヒ県

## 行政区分

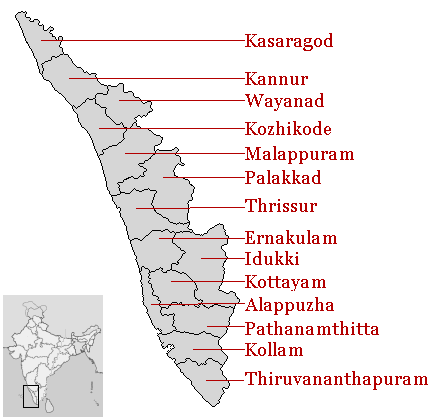
ケララ州の行政区分

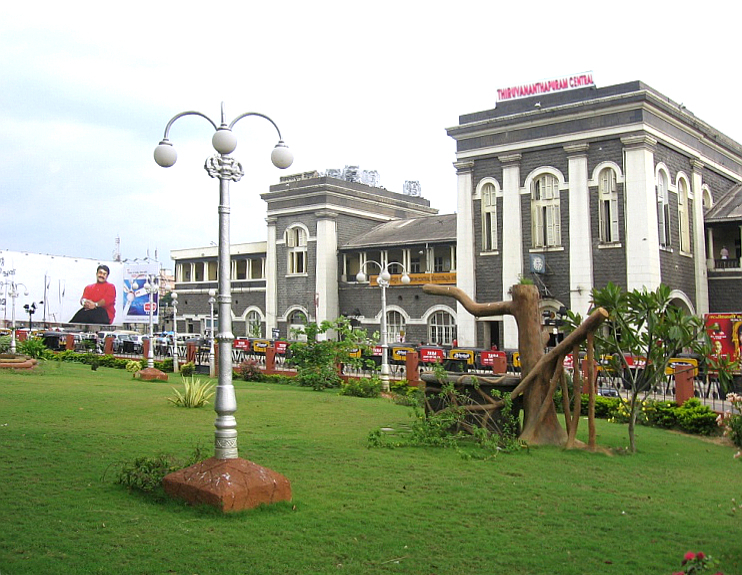
州都の中央駅

ケララ州は、14の県（ジッラ ജില്ല）に分けられている。
- マラバール地方
  - カーサルゴード県（英語版） (കാസര്‍ഗോഡ്‌ ; Kasaragod)
  - カンヌール県（英語版） (കണ്ണൂര് ; Kannur, Cannannore)
  - ワヤナード県（英語版） (വയനാട് ; Wayanad)
  - コーリコード県（英語版） (കോഴിക്കോട് ; Kozhikode, Calicut)
  - マラップラム県（英語版） (മലപ്പുറം ; Malappuram)
  - パーラッカード県（英語版） (പാലക്കാട് ; Palakkad, Palghat)
- コーチ地方
  - トリッシュール県（英語版） (തൃശൂര് ; Thrissur, Trichur)
  - エルナークラム県（英語版） (എറണാകുളം ; Ernakulam)
- トラヴァンコール地方
  - イドゥッキ県（英語版） (ഇടുക്കി ; Idukki)
  - アーラップラ県（英語版） (ആലപ്പുഴ ; Alappuzha, Allepey)
  - コッタヤム県（英語版） (കോട്ടയം ; Kottayam)
  - パッタナンティッタ県（英語版） (പത്തനംതിട്ട ; Pathanamthitta)
  - コッラム県（英語版） (കൊല്ലം ; Kollam, Quilon)
  - ティルヴァナンタプラム県（英語版） (തിരുവനന്തപുരം ; Thiruvananthapuram, Trivandrum)

この他、以下の大都市は政令指定都市（マハーナガラム മഹാനഗരം ; 「大都市」）に指定されている。
- コーリコード (കോഴിക്കോട് ; Kozhikode) : ポルトガル人上陸の地。旧名: カリカット。
- コーチ (കൊച്ചി) : ケララ州の商業の中心地で、最大の都市。旧名: コーチン。
- ティルヴァナンタプラム (തിരുവനന്തപുരം) : ケララ州の州都。旧名: トリバンドラム。

## 住民

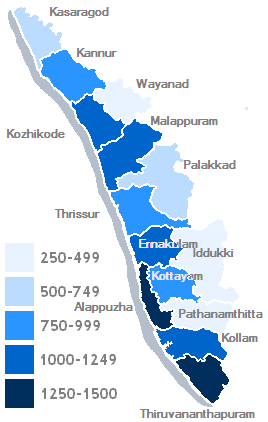
県別の人口密度

### 民族
主な民族としてはマラヤーリ、en:Adivasi、en:Kerala Iyers、en:Shivalli Brahmins、カンナダ人、コンカニ人、en:Cochin Sikhsが存在。

### 言語
公用語はマラヤーラム語。タミル語、コンカニ語、トゥル語、ヒンディー語、ベンガル語、en:Maldivian language、及び各種Adivasi(アーヂヴァーシー)語が使用されている。

### 宗教
ヒンドゥー教の神話で、貧困と神々を追放してケララから世界を統治したアスラの王というマハーバリを信仰するオナムが毎年行われている。また、ヴィシュヌの化身であるパラシュラーマがパラシュを海に投げたことでケララができたという伝説からケララは「パラシュラーマの国」とも呼ばれてきた。最も古いプラーナ文献の1つであるマツヤ・プラーナは、ヴィシュヌの最初の化身であるマツヤと、人類の始祖であるマヌの物語を、ケララのマラヤ山に位置づけている。ヴィシュヌを奉っていることで有名なパドマナバスワミ寺院もケララにはある。
ヒンドゥー教、イスラム教、キリスト教、仏教、ユダヤ教、ジャイナ教などと宗教的には多様だが、宗教間の衝突は他の州に比べれば少ないとされる。古くからユダヤ教徒・キリスト教徒・イスラム教徒は総じて「マーピラ」と呼ばれて敬意を等しく持たれた。ナスラーニーにアッシリア人が合流した東方教会系のカルデア・シリア教会があり、ケララにあるモスク（チェラマン・ジュマ・モスク）とシナゴーグ（パラデシ・シナゴーグ）と聖トマス教会はインド最古である。

## モナザイト
ケララ州には先カンブリア時代の岩石が広く分布し、岩石に含まれるモナザイトを産出する海岸が250 kmの長さに及ぶ。これがインドを世界一のモナザイト産出国にし、モナザイトを含む黒い砂浜 と共に、世界有数の自然放射線量の地域としても知られている。ケララ州海岸線付近における1人・1年間あたりの被照射線量は平均3.8 mSv、高い地域では20 mSv以上に達する。家系内遺伝調査の結果によれば、高線量地域では統計的に有意に生殖細胞由来の点突然変異が高い傾向にある。
マラップラム県のKodinhi村では、双子が多いことでも知られており、Krishnan Sribiju医師によれば、原因は不明だが、60年〜70年前からみられる傾向だという。この現象はKodinhi村に限ったことではなく、ブラジルのCândido GodóiやナイジェリアのIgbo-Oraなどでも双子の高発生率が観測されており、Sribiju医師はブラジルやナイジェリアの医師とコンタクトをとるなど原因の解明に向けて活動を行っており、遺伝学者などからなる調査団はさらに詳細な調査が行われる必要があるとしている。